# Eleição municipal do Recife em 1959
A eleição municipal do Recife em 1959 ocorreu em 2 de Agosto de 1959. O prefeito era Pelópidas da SIlveira, do PSB, que terminaria seu mandato em 1 de Janeiro de 1960. Miguel Arraes, do PST, foi eleito prefeito do Recife, além de 25 vereadores.
Cearense de Araripe, o advogado Miguel Arraes formou-se na Universidade Federal de Pernambuco em 1937 e ingressou no serviço público através do Instituto do Açúcar e do Álcool tornando-se delegado do mesmo. Secretário de Fazenda no governo Barbosa Lima Sobrinho, chegou a integrar o PSD, mas estreou na política ao ser eleito deputado estadual pelo PST em 1954. Voltou à Secretaria de Fazenda no governo Cid Sampaio, seu concunhado, onde se credenciou para a disputa de 1959.

## Eleição para Prefeito
| Candidatos a prefeito | Coligação                           | Votação | Percentual |
| --------------------- | ----------------------------------- | ------- | ---------- |
| Miguel Arraes PST     | PST, PSP, UDN, PSB                  | 82.812  | 56,55%     |
| Antônio Pereira PRT   | PRT, PTB, PSD, PRP, PDC, PTN        | 57.331  | 39,15%     |
| Ernani Seve PR        | Partido Republicano (Sem coligação) | 6.285   | 4,29%      |

| Partido | Partido | Candidato       | Votos   | Votos (%) |
| ------- | ------- | --------------- | ------- | --------- |
|         | PST     | Miguel Arraes   | 82,812  | 56,55%    |
|         | PRT     | Antônio Pereira | 57,331  | 39,15%    |
|         | PR      | Ernani Seve     | 6,285   | 4,29%     |
| Totais  | Totais  | Totais          | 146,428 |           |

Além disso, foram computados 5.271 votos Brancos e 6.824 votos Nulos

## Eleição para Vice-Prefeito
| Candidatos a vice-prefeito    | Coligação                           | Votação | Percentual |
| ----------------------------- | ----------------------------------- | ------- | ---------- |
| Arthur Lima PST               | PST, PSP, UDN, PSB                  | 72.731  | 53,03%     |
| Eládio de Barros PTB          | PTB, PRT, PSD, PDC, PTN             | 44.930  | 32,76%     |
| Sócrates Times de Carvalho PR | Partido Republicano (Sem coligação) | 10.665  | 7,78%      |
| Antonio Batista de Souza PL   | Partido Libertador (Sem coligação)  | 8.817   | 6,43%      |

| Partido | Partido | Candidato                  | Votos   | Votos (%) |
| ------- | ------- | -------------------------- | ------- | --------- |
|         | PST     | Arthur Lima                | 72,731  | 53,03%    |
|         | PTB     | Eládio de Barros           | 44,930  | 32,76%    |
|         | PR      | Sócrates Times de Carvalho | 10,665  | 7,78%     |
|         | PL      | Antonio Batista de Souza   | 8,817   | 6,43%     |
| Totais  | Totais  | Totais                     | 137,143 |           |

Além disso, foram computados 14.674 votos Brancos e 6.712 votos Nulos